# William James
|  | Per a altres significats, vegeu «William G. James». |

William James (11 de gener de 1842- 26 d'agost de 1910) va ésser un psicòleg, filòsof i pedagog estatunidenc.
Inicià la seva activitat en el camp de la psicologia. Va crear una tendència, en el camp de la psicologia, "la introspecció". En el terreny filosòfic sistematitzà el pragmatisme que a nivell ètic es concreta en l'utilitarisme i l'acció. Elaborà una pedagogia de l'individualisme, pensada per a la formació d'hàbits de conducta, basant-se en els recursos biològics.

## Biografia
Nascut en una família benestant nord-americana, William James, alenat en les ànsies de coneixement, esperit crític i sentit religiós pel seu pare Henry James (1811-1882), va estudiar a Nova York, Londres, París, Bolonya, Ginebra i Bonn. El 1861 inicià estudis de química la Lawrence Scientific School de Harvard. Finalment va estudiar medicina a la Universitat Harvard rebent la seva llicenciatura el 1869, quan tenia vint-i-set anys. Però a la seva formació acadèmica cal afegir-hi l'estudi pel seu compte i mogut pel seu interès per a temàtiques com química, fisiologia, anatomia o biologia. També per la psicologia i la filosofia que acabaran centrant la seva atenció i estudi. D'alguna manera la seva formació té una gran part d'autodidacta com ell mateix assenyalà en parlar d'aquest període de la seva vida: "Inicialment vaig estudiar medicina per a ser un fisiòleg, però més tard en vaig orientar vers la psicologia i la filosofia per una mena de fatalitat. Mai vaig rebre instrucció filosòfica de cap mena i la primera classe de psicologia que vaig assistir fou la que vaig donar jo."
El 1872 va ser nomenat "instructor" de fisiologia a aquella universitat. On va crear el primer laboratori de psicologia experimental. Iniciant el camí d'equipar la psicologia com a ciència experimental. En 1880 va ser nomenat professor auxiliar de filosofia, i el 1885 esdevingué professor titular. James exercí aquesta docència en una època en què entre el professorat de Harvard hi havia personalitats com Oliver Wendell Holmes, Chauncey Wright, Royce i George Santayana. També tingué unes relacions cordials amb Charles Sanders Peirce, iniciador del pragmatisme. Però, tanmateix, viatjà en molta freqüència des de ben jove. Especialment per Europa, on feu amistat amb diversos investigadors i pensadors com ara Boutroux, Papini, Bergson i Renouvier. Aquest darrer fou important en la formulació del pensament de William James. El 1901 i 1902 exposà en sengles viatges a Edimburg el seu pensament sobre la religió aplegat a Les varietats de l'experiència religiosa. El 1905 participà al Congrés Internacional de Psicologia celebrat a Roma com a simple assistent, però ja era a Europa un dels psicòlegs i filòsofs més reconeguts i fou pregat de fer-hi una conferència.
El 1907 es jubilà com a docent, però en aquest any publicà una de les seves obres de més transcendència: Pragmatism. Viatjà de nou a Europa el 1910 i publicà un dels seus treballs de referència The Meaning of Truth (El significat de la veritat). De retorn als Estats Units s'adreçà a la seva casa d'estiueig a Chocorua (New Hampshire) on pocs dies després moriria.

## Psicologia
La psicologia fisiològica va centrar les primeres investigacions de William James tot realitzant-ne una important tasca de sistematització. Considerant que la fisiologia del sistema nerviós com a fonament de la recerca psicològica, ja que mai tenen lloc modificacions psíquiques sense que vagin acompanyades o succeïdes de canvis somàtics. Afirmà que no hi ha ni dualismes ni pluralitats al món, solament hi ha una interrelació continuada d'experiència, de la qual podem ser conscient cadascú. No hi ha ni ment ni cos, ni subjecte ni objecte. No hi ha realitats separades sinó descripcions útils de fenòmens transitoris. Cos i ment no són dues realitats diferents. Com podem saber on acaba una i comença l'altra? L'autoreflexió sobre un mateix ens mostra el funcionament de la persona com un tot.
Visió que comportà entendre la psicologia no pas com la "ciència mental" tradicional sinó des de la perspectiva de la fisiologia. Aquest era un fet revolucionari, ja que significà el replantejament de les concepcions vigents, principalment teològiques, que estaven arrelades a les universitats dels Estats Units. La psicologia va deixar de ser filosofia mental i es va convertir en una ciència de laboratori.
Això no significà defensar una "psicologia materialista"; sinó només reconèixer que la línia fronterera d'allò psíquic és vaga. La visió de la psicologia de William James aportà dues doctrines importants. La doctrina de la consciencia com "corrent de consciència" i la doctrina de l'emoció (l'anomenada teoria de James-Lange).
Una de les seves més reconegudes contribucions a la sistematització de la psicologia fou la publicació de Principis de psicologia, que esdevingué durant anys una obra de referència per a universitats i professionals. Marcà uns del passos importants per al reconeixement de la psicologia com a disciplina autònoma de la filosofia, a la qual tradicionalment era vinculada. Allà defineix la psicologia "com la ciència de la vida mental, tant en seus fenòmens com en les seves condicions. Els fenòmens són coses com les que anomenem sensacions, desitjos, cognicions, raonaments, decisions, etc."
Així, la psicologia funcional que plateja William James aplega el punt de vista biològic unit al punt de vista pragmàtic, pel qual és l'acció el que més importa, ja que no vivim pas de pensar, sinó que pensem per a viure.

## Filosofia

### Pragmatisme
Fou la filosofia el camp a què Williams James dedicà gran atenció. La seva aportació més destacada ha estat descrita com a "pragmatisme", un dels corrents de pensament més destacables del segle xx. Aquesta qualificació és apropiada sempre que no es deixi de contemplar en el context d'una sèrie de doctrines filosòfiques a les quals el mateix James va donar el nom d'"empirisme radical" i que inclouen així mateix un antidetermínisme, un contingentisme, un pluralisme i un temporalisme.
La primera formulació del pragmatisme va tenir lloc en 1898, en el seu assaig Philosophical conceptions and practical results."(Concepcions filosòfiques i resultats pràctics). Allà Williams James exposa el principi del pragmatisme de forma més àmplia que ho havia fet Peirce. La prova última del que significa una veritat és, sens dubte, la conducta que dicta o que inspira. Però inspira una semblant conducta, ja que, abans de res, prediu alguna orientació particular de la nostra experiència que extraurà una determinada conducta nostra.
La filosofia ha d'assumir una metodologia inductiva i empírica semblant a l'emprada en les ciències naturals. Adoptant hipòtesis i canviar-les quan sigui necessari, encara que no siguin susceptibles de prova i menys encara de prova "racional", però siguin capaces de satisfer-nos. Les hipòtesis en qüestió, en suma, no tenen per què ser "veritables"; n'hi ha prou que "funcionin", que funcionin en la nostra existència. La qüestió preliminar, doncs, és el valor del nostre coneixement. Per ser verídic el coneixement ha de valer-se de conceptes corresponents a la realitat.
El 1885, William James, escrigué el text on exposa la seva teoria sobre la veritat i l'experiència titulat Les veritats necessàries i els efectes de l'experiència. Tornarà a publicar-lo com a cloenda dels seus Principis de la Psicologia. Creia que la veritat era assolible només fins a un cert punt, i que calia contrastar les pròpies afirmacions amb el coneixement vigent sobre la realitat, sempre tenint en compte l'ús particular que en fa l'enunciador, que pot tenir un context diferent del del receptor. Es va decantar pel lliure albir, que justificava dient que una de les seves primeres accions lliures era justament triar i creure en l'existència de la llibertat. Aquesta llibertat mou el subjecte a actuar i a percebre el món dominat per les seves emocions, que són les percepcions de la ment dels processos interns.

### Pluralisme
La filosofia de Williams James és un pluralisme. Contra el monisme "compacte" i "rígid" de pensadors racionalistes, i contra el dualisme de molts espiritualistes, James sosté que la filosofia radicalment empirista és com "una filosofia de mosaic". Aquesta filosofia radicalment pluralista sosté que les coses estan una amb l'altra de molt diferents maneres, però que "res inclou totes les coses o predomina sobre totes les coses". Això equival a dir que cada cosa està "oberta" a les altres en comptes d'estar lligada amb altres coses per mitjà de relacions internes. Les relacions són externes. Però són alhora experimentables. Per això les "coses" es combinen entre si de forma diferent i imprevisible. Aquesta filosofia pluralista comporta, doncs, una tendència indeterminista. En tot cas, és una filosofia que rebutja el tipus de realitat exemplificat en el que James anomenava "block-universe". És possible, per descomptat, que l'univers sigui una realitat única i compacta, comparable a un sol i sòlid "bloc". Però, també, és possible que no ho sigui. "En aquesta última possibilitat —escriu James— insisteixo jo"

## Pedagogia
Al final de segle xix i durant les primeres dècades del XX l'educació és un dels elements de debat social en unes societats com la nord-americana i les europees que la industrialització està canviant. James s'involucrà també en aquest debat social. De fet tant James com Peirce intenten respondre a qüestions que preocupen profundament en aquells anys: davant els avenços científics, on rauen els nostres valors?, que poder fer de la terra i de nosaltres mateixos?, com pot la veritat i el coneixement ser identificats en un univers sempre canviant, en evolució i inestable?
En 1892 va pronunciar una sèrie de conferències sobre educació que es van publicar en 1899 sota el títol de Talks to Teachers on Psychology: and to Students on Some Life’s Ideals (Conferències als mestres sobre psicologia i als joves sobre alguns ideals de la vida). Publicació que va obtenir un gran ressò perquè l'obra proposava aplicar la nova psicologia científica a millorar l'educació sense abandonar mai el caràcter empíric de la seva pròpia recerca. Allà indicava que no es tractava d'aplicar directament les seves propostes psicològiques a la labor del professor, sinó de posar en mà dels docents les seves recerques sobre l'atenció, la memòria o la creativitat. L'educació és per a William James un procés adaptatiu i per això la defineix com "l'organització dels recursos biològics individuals, i de les capacitats de la conducta per a l'adaptació al medi físic i social".
Fet que implica un plantejament holístic i veure l'educació com una resposta intel·ligent a un univers interrelacionat. El camí per aconseguir aquesta adaptació positiva és l'hàbit, ja que els hàbits són "tendències a obrar de forma característica quan som posseïts per certes idees i a contenir-nos de manera característica per altres idees". L'adquisició d'hàbits des d'edats molt primerenques, afirma James, condicionarà no sols l'educació de l'educand sinó també el seu futur professional i personal. Per això, els educadors han de tenir present que d'aquesta qüestió depèn el desenvolupament d'una nova i bona educació.
L'educació per William James és fonamentalment un procés individual basat en el propis recursos biològics i en la formació d'hàbits de conducta. La finalitat de l'educació és el respecte i la tolerància a la diversitat, el respecte a la individualitat i la formació d'una fonda consciència democràtica.

## Psicologia de la religió
William James, trencant amb certes idees coetànies d'oposició entre ciència i religió, dona origen a la psicologia de la religió. Ho feu dedicant una àmplia sèrie de conferències a la Fundació Gifford d'Edimburg entre els anys 1901 i 1902. Aportacions que foren aplegades a les Varieties of religious Experience, Study in Human Nature, que és tinguda per una de les obres clàssiques d'aquesta disciplina.
Distingeix James entre dues tipologies de religió: la religió institucional (culte, teologia, organització eclesiàstica, etc.) i la religió com a dimensió personal lligada a experiències internes de la persona i de la seva consciència. Aquesta dimensió personal de la religió resulta investigable des de la psicologia. El seu estudi ha de realitzar-se tenint en compte una triple consideració: l'essencial de la religió no és ni institucional, ni racional, ni patològic. Així, doncs, és l'experiència religiosa la que haurà d'observar-se, a partir d'un determinat nombre d'indicadors reveladors fenomenològics fonamentals.
William James parteix de l'"experiència" i el "sentiment" com els puntals rellevants de l'actitud religiosa. Des d'aquesta perspectiva entén que la condició religiosa d'una persona és constituïda per "els sentiments, els actes i les experiències d'homes particulars en solitud, en la mesura en què s'exerciten a mantenir una relació amb el que consideren la divinitat".

## Publicacions (Selecció)
- Principles of Psychology. Nova York, Henry Holt, 1890.
- Psychology, Briefer Course. Nova York, Henry Holt, 1892.
- The Will to Believe and Other Essays. Nova York, Longmans, Green, 1897.
- Talks to Teachers on Psychology and to Students on Some of Life's Ideals. Nova York. Henry Holt, 1899.
- Varieties of religious Experience, Study in Human Nature. Nova York, Longmans, Green, 1902.
- Pragmatism. Nova York, Longmans, Green, 1907.
- The Meaning of Truth; a Sequel to Pragmatism. Nova York, Longmans, Green, 1909.
- Some Problems of Philosophy; a Beginning of an Introduction to Philosophy. Nova York, Longmans, Green, 1911.
- A Pluralistic Universe. Nova York, Longmans, Green, 1909,